# دوري قرغيزستان لكرة القدم 2013
دوري قيرغيزستان لكرة القدم 2013 هو الموسم 22 من دوري قيرغيزستان لكرة القدم. كان عدد الأندية المشاركة فيه 8، وفاز فيه نادي آلاي.